# Tourisme dans le Morbihan
Le tourisme dans le Morbihan est un secteur important de l'économie de ce département français. Il génère près d'un milliard d'euros de retombées annuelles, et 33 millions de nuitées.

## Chiffres clés[1]
- 65 communes littorales (sur les 261 que compte le département) dont 13 stations classées de tourisme et 22 « communes touristiques »
- environ 1 milliard d'euros de consommation touristique
- 20 910 emplois directs en haute saison, soit 9,5 % des emplois morbihannais
- 529 000 lits touristiques en 2011 dont 31 % en hébergement marchand et 69 % de résidences secondaires
- 33,3 millions de nuitées touristiques extra départementales enregistrées en 2010
- 1,6 million de nuitées hôtelières et 3,16 millions de nuitées dans l'hôtellerie de plein air en 2010

Un Comité départemental du tourisme du Morbihan est en place depuis plus de 30 ans et veille au développement de l'économie touristique. Il anime la politique départementale du tourisme et accompagne les prestataires et les collectivités dans l'esprit du Schéma départemental de développement touristique.

Le Morbihan en images
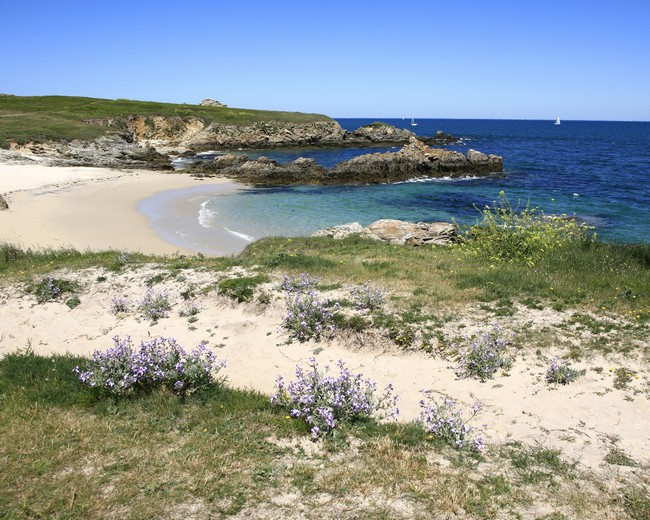
Île d'Hoëdic
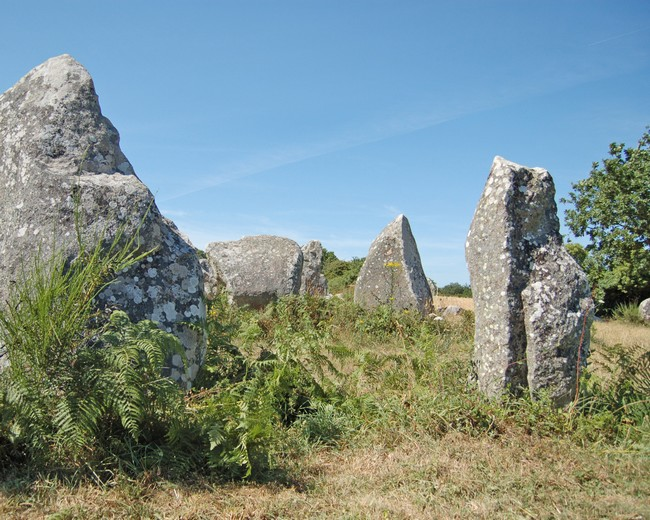
Menhirs
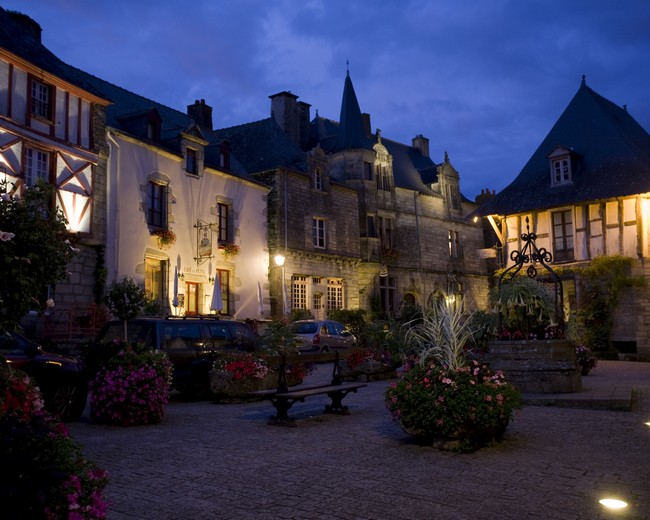
Rochefort en Terre

## Résidence secondaires
Selon le recensement général de la population du 1er janvier 2008, 19,2 % des logements disponibles dans le département étaient des résidences secondaires.
Ce tableau indique les principales communes du Morbihan dont les résidences secondaires et occasionnelles dépassent 10 % des logements totaux.

### Nombre et capacité des infrastructures d'accueil
Nombre et capacité des hôtels au 1er janvier 2016
|             | Hôtels | Chambres |
| Ensemble    | 257    | 6794     |
| 1 étoile    | 11     | 326      |
| 2 étoiles   | 83     | 1961     |
| 3 étoiles   | 83     | 2414     |
| 4 étoiles   | 20     | 1185     |
| 5 étoiles   | 2      | 202      |
| Non classés | 58     | 706      |

Nombre et capacité des campings au 1er janvier 2016 d’après l’INSEE
|            | Terrains | Emplacements |
| Ensemble   | 255      | 29 993       |
| 1 étoile   | 8        | 1 154        |
| 2 étoiles  | 83       | 9 372        |
| 3 étoiles  | 84       | 9 998        |
| 4 étoiles  | 25       | 5 540        |
| 5 étoiles  | 4        | 1015         |
| Non classé | 51       | 2 614        |

Nombre d’autres hébergements collectifs au 1er janvier 2016 d’après l’INSEE
|                                                 | Hébergement | Nombre de places lit |
| Ensemble                                        |             |                      |
| Résidence de tourisme et hébergements assimilés | 24          | 7 086                |
| Auberge de jeunesse – Centre sportif            | 8           | 959                  |
| Village vacances – Maison familiale             | 22          | 6 456                |

- Source : Insee en partenariat avec la DGE et les partenaires territoriaux.